# 内教坊
内教坊（ないきょうぼう）は日本古代の律令制における令外官である。略称は坊家。

## 職掌・概要
内教坊は設置時期は明らかではないが、少なくとも淳仁天皇の時代には存在していたことが分かっている。また、元正天皇の時代には内教坊もしくはその前身となる組織は存在していたとする説もある。
その職掌は舞踊・音楽の教習である。内教坊では主に女性に対して教習していた。時代が下っても存続し､北畠親房は別当に就任し「非常な栄誉だ」と語っている。
平安京では大内裏の北東、上東門付近にあった。しかし、院政期には次第に衰微し、鎌倉時代前期にもまだ舞の教習が行われた記録があるが、この頃になると施設が倉庫代わりに使われたり、神事と仏事が被った際の臨時の仏事の会場として用いられたりしていることの方が多かったようで、13世紀後半には名前だけの存在へと変わっていった。

## 職員
- 別当
- 頭預/預師
- 伎女－教習生
- 女孺